# Cantonul Doullens
Cantonul Doullens este un canton din arondismentul Amiens, departamentul Somme, regiunea Picardia, Franța.

## Comune
- Authieule
- Beauquesne
- Beauval
- Bouquemaison
- Brévillers
- Doullens (Dorland) (reședință)
- Gézaincourt
- Grouches-Luchuel
- Hem-Hardinval
- Humbercourt
- Longuevillette
- Lucheux
- Neuvillette
- Terramesnil